# Groundhog Day
Groundhog Day là một bộ phim hài giả tưởng ra mắt vào năm 1993 được Harold Ramis đạo diễn, viết kịch bản bởi Harold Ramis và Danny Rubin.
Phim có sự tham gia của diễn viên Bill Murray trong vai Phil Connors, làm nghề khí tượng truyền hình ở Pittsburgh, một người có bản tính gàn dở, trong một ngày đi làm việc trúng vào sự kiện Ngày Chuột chũi (Groundhog Day, ngày 2 tháng 2) ở Punxsutawney thì vô tình bị mắc kẹt vào một vòng lặp thời gian, khiến một ngày diễn ra lặp lại lặp đi nhiều lần. Khi đã trải nghiệm vòng lặp nhiều lần, anh dần ngẫm ra giá trị cuộc sống và thay đổi lại bản thân. Phim còn có sự tham gia của Chris Elliott và Andie MacDowell.
Groundhog Day đạt thành công khá khiêm tốn về doanh thu lúc phát hành ban đầu nhưng sau đó đã thu hút được sự chú ý và thường được đưa vào danh sách những bộ phim hài hay nhất. Thuật ngữ "Groundhog Day" hiện được sử dụng phổ biến trong ngôn ngữ tiếng Anh để mô tả một tình huống xuất hiện lặp đi lặp lại. Năm 2006, bộ phim đã được thêm vào trong United States National Film Registry vì "có ý nghĩa về mặt văn hóa, lịch sử và thẩm mỹ".

## Cốt truyện
Phil Connors, một nhà khí tượng trên TV, đi cùng với Rita Hanson và người quay phim Larry đến Punxsutawney, Pennsylvania, để đưa tin về lễ hội Groundhog Day. Phil thể hiện sự khinh miệt của mình đối với công việc vì nghĩ rằng đây chỉ là một thị trấn nhỏ và những con người ở đây chỉ là những "chú gà quê mùa".
Ngày hôm sau, lúc 6h sáng, Phil thức dậy trên giường và nghe bài hát " I Got You Babe " của Sonny & Cher trên radio. Anh ta ghi hình một bản báo cáo sơ sài về lễ hội của thị trấn. Rita muốn ở lại và theo dõi các sự kiện khác, nhưng Phil chỉ muốn quay lại Pittsburgh. Tuy nhiên, một trận bão tuyết lớn xảy ra khiến anh phải ở lại nơi đây qua đêm lần nữa.
Điều kỳ lạ xảy ra vào "ngày hôm sau", cũng lúc 6h sáng Phil thức dậy và cũng nghe bài "I Got You Babe" lần nữa từ radio với cùng một người nói chuyện trên đài phát thanh, và phát hiện ra rằng từng sự kiện từ lớn đến nhỏ trong ngày đều lặp lại chính xác như "hôm qua". Phil trải qua ngày đó và trở về giường, cho rằng chỉ là mơ, nhưng tỉnh lại vẫn đang ở ngày đó: anh đã bị mắc kẹt trong một vòng lặp thời gian. Nhận ra mình làm gì thì cũng không sợ hậu quả vì đâu có "ngày mai" đâu, anh đắm chìm trong ăn uống say sưa, tình một đêm, cướp, và lái xe ẩu. Nhưng sau khi trải qua nhiều vòng lặp, anh dần trở nên chán nản và tuyệt vọng, tìm nhiều cách để chấm dứt vòng lặp, thậm chí tự sát, nhưng anh vẫn thức dậy với bài "I Got You Babe" trên radio lúc 6h sáng
Phil cố gắng giải thích việc này với Rita, người mà anh đã dần có tình cảm thực sự, bằng cách đoán trúng tất cả sự việc sắp xảy ra trong ngày. Rita hiểu ra sự việc, và họ dành trọn phần ngày còn lại với nhau, nhưng Phil vẫn thức dậy cùng một ngày sau 6h sáng.
Anh bắt đầu quyết định phải làm điều gì đó có ích, sử dụng vòng lặp để học hỏi kinh nghiệm, kiến thức từ xung quanh mình để cải thiện bản thân và giúp người khác; anh học cách chơi piano, điêu khắc, nói tiếng Pháp, trong mắt người khác chỉ là cùng một ngày nhưng anh đã học những thứ ấy trong nhiều ngày. Và do biết trước mọi sự việc sẽ xảy ra nên anh cũng cứu giúp nhiều người khác, anh dần thay đổi tính cách và thái độ với mọi người.
Trong một vòng lặp nọ, Phil nhiệt tình, vui vẻ đưa tin về lễ hội. Anh dành thời gian với Rita, Rita ngạc nhiên và mến Phil vì giờ đây Phil đã là một người khác, nhân hậu hơn, giỏi giang hơn. Cô trả giá thành công để lấy Phil tại một cuộc "đấu giá" nhà từ thiện. Phil nói với cô rằng dù có chuyện gì xảy ra, ngay cả khi anh sẽ phải thức dậy một mình mỗi sáng trong vòng lặp, anh muốn cô biết rằng anh vẫn luôn hạnh phúc, vì anh yêu cô. Họ ngủ chung cùng nhau. Phép màu xảy ra, hôm sau Phil thức dậy và vẫn nghe bài "I Got You Babe" một lần nữa, nhưng Rita vẫn ở trên giường với anh và người nói chuyện trên đài phát thanh là người khác: anh biết rằng mình đã thoát khỏi vòng lặp thời gian. Bộ phim kết thúc với cảnh Phil nói với Rita rằng anh muốn cả hai sống cùng nhau hạnh phúc ở Punxsutawney.

## Diễn viên
- Bill Murray trong vai Phil Connors
- Andie MacDowell trong vai Rita Hanson
- Chris Elliott trong vai nhà quay phim
- Stephen Tobolowsky trong vai Ned Ryerson
- Brian Doyle-Murray trong vai Buster Green
- Angela Paton trong vai bà Lancaster
- Rick Ducrans trong vai Gus
- Rick Overton trong vai Ralph
- Robin Duke trong vai Doris, cô hầu bàn
- Marita Geraghty trong vai Nancy Taylor
- Harold Ramis trong vai nhà thần kinh học
- Richard Henzel vai DJ # 1
- Rob Riley vai DJ # 2
- David Pasquesi vai bác sĩ tâm thần
- Hynden Walch trong vai cô dâu Debbie
- Michael Shannon trong vai chú rể Fred
- Rod Sell vai Groundkey
- Ken Hudson Campbell trong vai người đàn ông vô gia cư

## Sản xuất

### Khái niệm
Daniel Rubin nảy ra ý tưởng về một kịch bản thú vị khi ngồi trong rạp chiếu phim. Ông tự hỏi rằng: "Nếu một người có thể sống mãi mãi, bất tử, họ sẽ thay đổi theo thời gian như thế nào?", nhưng nếu để nhân vật ấy trở nên bất tử thông thường thì thế giới xung quanh sẽ thay đổi rất nhiều khiến việc quay phim cũng khó khăn theo. Thay vào đó anh ta nghĩ về việc nhân vật đó "bất tử" theo kiểu khác, sống cùng một ngày y như vậy kéo dài liên tục. Mô-típ này khiến kịch bản có ý nghĩa "sâu xa hơn". Ý tưởng về sự bất tử và lặp lại ngày này của ông tuy không quá mới nhưng đã mở ra một trào lưu phim gọi là vòng lặp thời gian mà sau này nhiều nhà làm phim phát triển.
Lúc đang nghĩ ý tưởng ông xem lịch, thấy Ngày Chuột chũi, ngày 2 tháng 2, là một ngày lễ thú vị, và nếu ông chọn ngày này làm chủ đề trong phim thì có thể phát sóng phim hàng năm giống như phim ngày Giáng sinh hay Halloween vậy. Ý tưởng Ngày Chuột chũi cũng giúp kịch bản có thể đưa nhân vật chính tách khỏi xã hôi đô thị về một thị trấn xa xôi, ít người, giúp nội dung phim tập trung kỹ hơn vào phát triển nhân vật. Rubin mất khoảng bảy tuần để chỉnh sửa các khái niệm và "quy tắc" cơ bản cho vòng lặp thời gian, và sau đó hoàn thành bản thảo đầu tiên của kịch bản trong vòng ba đến bốn ngày.
Rubin bán kịch bản cho khoảng 50 nhà sản xuất. Kịch bản đã đến tay Richard Lovett, sau đó ông này đưa nó đến Harold Ramis vào khoảng năm 1991, và Ramis trở thành nhà sản xuất bộ phim.

### Quay phim
Trước khi quay phim, và để hiểu rõ hơn về sự kiện này, Rubin và Murray đã tham dự lễ hội Ngày Chuột chũi năm 1992 ở Punxsutawney. Họ đi bí mật và không tiết lộ ý định chuyến đi của họ. Nhưng bộ phim khngg quay tại đó mà được quay tại Woodstock, Illinois, 60 dặm (97 km) về phía tây bắc của Chicago, vì theo Ramis, Punxsutawney nhìn không đẹp trước ống kính và nó quá xa (không gần bất kỳ đường cao tốc hay sân bay lớn nào) làm việc quay phim khó khăn hơn.   Woodstock là sự thay thế phù hợp; hơn nữa, Ramis có quen biết người ở đây nên sẽ dễ dàng có được giấy phép để quay phim ở đó và vận hành sản xuất bộ phim trong mùa đông. Quay phim bắt đầu vào ngày 16 tháng 3 năm 1992 và tiếp tục đến tháng 5. Phần lớn quá trình quay phim được thực hiện trong thời tiết lạnh, Murray nói rằng nhiệt độ thường dưới 20 °F (−7 °C).

## Phân tích bộ phim
Bộ phim được coi là một câu chuyện ngụ ngôn về việc cải thiện bản thân, nhấn mạnh rằng hạnh phúc đến từ việc đặt nhu cầu của người khác lên trên những ham muốn ích kỷ cá nhân. Bộ phim không đưa ra lời giải thích tại sao vòng lặp thời gian lại xảy ra và tại sao nó lại kết thúc, nên người xem cũng bỏ ngỏ về việc ấy. Rubin đã nói rằng trong khi anh và Ramis thảo luận về một số khía cạnh triết học và tinh thần của bộ phim, họ chỉ cần đó là một câu chuyện chân thành, tươi vui và thú vị mà không cần đề cập gì khác nữa.
"Ngày Chuột chũi", đã trở thành một chủ đề yêu thích trong siêu việt tâm linh. Như vậy, bộ phim được nhiều Phật tử yêu thích, bởi bộ phim nhấn mạnh sự vị tha, nhân hậu, giúp đời. "Lời nguyền được dỡ bỏ khi Bill Murray làm điều thiện", nhà phê bình Rick Brookhiser viết. "Và phần thưởng cho anh ấy là "ngày mai" mà anh bị lấy đi cùng một tình yêu đích thực."

### Phil đã bị nhốt trong vòng lặp bao lâu?
Nhiều người đã cố gắng ước tính Phil bị mắc kẹt trong bao lâu, trong thời gian thực đối với Phil (bởi đối với người khác tất cả sự kiện trong phim chỉ diễn ra trong... 1 ngày). Trong quá trình quay phim, Ramis thấy theo học thuyết Phật giáo, phải mất 10.000 năm để một linh hồn phát triển lên cấp độ tiếp theo. Do đó, theo ông, theo ý nghĩa tâm linh, vòng lặp của Phil đã kéo dài 10.000 năm. Trong phần bình luận DVD, Ramis ước tính thời gian thực là mười năm. Sau đó, Ramis nói với một phóng viên: "Tôi nghĩ rằng 10 năm là quá ngắn. Phải mất ít nhất 10 năm để có thể làm tốt mọi thứ, và phân bổ thời gian ra và cả những năm anh ta lầm lạc sa ngã, nó chắc cũng phải 30 hoặc 40 năm. "
Năm 2005, Rubin nói quan điểm của bộ phim thực chất chỉ là nhân vật phải chịu một điều gì đó trong thời gian rất dài mà thôi. Vào năm 2014, trang web WhatCARM đã kết hợp các giả thuyết và ước tính Phil đã dành tổng cộng 12.395 ngày, khoảng 34 năm, sống đi sống lại Ngày Chuột chũi.

## Phát hành

### Đánh giá
Bộ phim được phát hành với đánh giá chung tốt. Janet Maslin của tờ New York Times gọi đó là "một bộ phim hài đặc biệt dí dỏm và gây tiếng vang"  và Hal Hinson của The Washington Post gọi đó là "bộ phim hài hay nhất của Mỹ kể từ phim 'Tootsie'".  Owen Gleiberman của Entertainment Weekly cho điểm "B-",  và Desson Howe của The Washington Post lưu ý rằng mặc dù bộ phim là một bộ phim hay của Bill Murray, phim sẽ không bao giờ được xếp vào là phim trong Thư viện Quốc hội. Trớ trêu thay, bộ phim đã được Hội đồng bảo quản phim quốc gia chọn vào trong Thư viện Quốc hội năm 2006.
Roger Ebert đã thừa nhận trong bài tiểu luận của mình, giống như nhiều khán giả, ban đầu, ông đã đánh giá thấp, bỏ qua nhiều điểm hay của bộ phim và chỉ thực sự đánh giá cao nó sau khi đã xem xét nhiều lần.
Bộ phim đứng thứ 32 trong "100 bộ phim hài hước nhất" của Bravo. Trong số đặc biệt năm 1990 của Total Film, Groundoose Day được coi là bộ phim hay nhất năm 1993. Năm 2000, độc giả của Total Film đã bình chọn đây là bộ phim hài hay thứ bảy mọi thời đại. Hội Nhà văn Hoa Kỳ đã xếp hạng kịch bản # 27 trong danh sách 101 Kịch bản hay nhất từng được viết.   Năm 2009, nhà lý luận văn học người Mỹ Stanley Fish đã đặt tên cho bộ phim là một trong mười bộ phim hay nhất của Mỹ từ trước đến nay. Năm 2011, Time Out London xếp nó là bộ phim hài lớn thứ 5 mọi thời đại.
Groundoose Day giữ tỷ lệ "Certified Fresh" 96% trên Rotten Tomatoes. Sự đồng thuận của trang này là "Thông minh, ngọt ngào và sáng tạo, Groundhog Day làm nổi bật những món quà ấn tượng của Murray trong khi vẫn còn nhiều chỗ để cười".  Bộ phim được coi là một tác phẩm kinh điển đương đại. Nó có số điểm 72 trên 100 tại Metacritic, cho biết "Đánh giá chung tích cực."

### Phòng vé
Bộ phim là có doanh thu ổn trong lần phát hành đầu tiên, thu về 70,9 triệu đô la ở Bắc Mỹ và đứng thứ 13 trong số các phim phát hành năm 1993. Nó đã được đề cử cho Giải thưởng Hugo cho Phim chính kịch hay nhất.

### Giải thưởng
- Giải thưởng BAFTA cho Kịch bản gốc hay nhất 1994
- Giải thưởng danh hài Anh năm 1993 (Phim hài)
- Giải thưởng Sao Thổ cho Nữ diễn viên xuất sắc nhất (Phim) (Andie MacDowell)

Vào tháng 6 năm 2008, AFI đã công bố "Mười bộ phim hay nhất" của Mỹ sau khi bỏ phiếu cho hơn 1.500 người từ cộng đồng sáng tạo. Groundoose Day được công nhận là bộ phim hay thứ tám trong thể loại giả tưởng.

## Ảnh hưởng
Khái niệm vòng lặp thời gian trong tiểu thuyết không bắt nguồn từ bộ phim; trước đó đã có tác phẩm khai thác đó là truyện ngắn " 12:01 PM " của Richard A. Lupoff, được xuất bản trên Tạp chí Khoa học Viễn tưởng và Khoa học viễn tưởng, cũng như phim ngắn năm 1990.  Các nhà văn và nhà sản xuất của "12:01 PM" cho rằng ý tưởng của họ đã bị đánh cắp bởi Groundoose Day nhưng không kiện nhà làm phim. Khái niệm sơ lược về vòng lặp thời gian của bộ phim cũng được bắt đầu bởi bộ phim hoạt hình năm 1984 của Mamoru Oshii, Urusei Yatsura 2: Beautiful Dreamer, kể chuyện về một lớp học cấp ba sống lại cùng ngày.  
Mặc dù không phải là ý tưởng đầu tiên, đề tài vòng lặp thời gian đã được đặt tên theo Ngày Chuột chũi bởi trang web TV Tropes vì bộ phim đã tạo ra một đề tài trong văn hóa đại chúng. Những bộ phim như Edge of Tomorrow và ARQ đã sử dụng nó; các thể loại khác, bao gồm cả sit-com và phim truyền hình, cũng đã sử dụng nó.
Cụm từ "Ngày Chuột chũi" đã được sử dụng phổ biến để chỉ đến một tình huống khó chịu lặp đi lặp lại. Cụm từ cũng được sử dụng nhiều trong quân đội chỉ về một việc chán nản, khó chịu lặp nhiều lần sau khi bộ phim được phát hành vào tháng 2 năm 1993. Mười bốn năm sau khi bộ phim được phát hành, "Ngày Chuột chũi" được ghi nhận là tiếng lóng phổ biến của quân đội Mỹ trong khi hoạt động quân sự tại Iraq.
Thị trấn Punxsutawney cũng đã có nhiều du khách tới thăm hơn vào sự kiện Ngày Chuột chũi hàng năm kể từ khi bộ phim được phát hành.
Từ năm 1992, thị trấn Woodstock, Illinois, nơi bộ phim được quay đã tổ chức một lễ hội Ngày con rắn hàng năm, bao gồm một màn nhảy ăn tối, chiếu phim miễn phí, và một chuyến thăm đến nhà hát opera, sân chơi bowling, rạp chiếu phim, Moose Lodge, nhà của giáo viên piano, Cherry Street Inn, và các địa điểm khác từ bộ phim.
Vào ngày 2 tháng 2 năm 2016, người hâm mộ của bộ phim ở Liverpool đã trải nghiệm "Ngày Chuột chũi" của riêng họ bằng cách xem bộ phim 12 lần trong 24 giờ.

## Các phương tiện liên quan

### Nhạc kịch
Vở nhạc kịch về bộ phim đã được chính thức xác nhận vào tháng 4 năm 2015, với một cuốn sách của Rubin dựa trên kịch bản gốc của anh và Ramis, do Matthew Warchus đạo diễn, biên đạo bởi Peter Darling, thiết kế bởi Rob Howell, và lời bài hát của Minchin.  Việc sản xuất tái hợp hầu hết đội ngũ đằng sau vở nhạc kịch Matilda năm 2010.  Nó được công chiếu vào năm 2016 tại nhà hát The Old Vic ở London. Buổi biểu diễn tại Broadway bắt đầu vào tháng 3 năm 2017.  Vở nhạc kịch được đón nhận, với cả hai chương trình ở London và Broadway đều nhận được một số đề cử và giải thưởng, bao gồm Giải thưởng Laurence Olivier cho Nhạc kịch mới hay nhất tại Luân Đôn.

### Trò chơi
Sony Pictures, cùng với nhà phát triển trò chơi Tequila Works, đã phát triển phần tiếp theo của bộ phim thông qua một trò chơi video thực tế ảo, Groundoose Day: Like Father Like Son, được phát hành vào ngày 17 tháng 9 năm 2019 trên PlayStation VR, Oculus Headphone Rift và HTC Vive. Trò chơi có người chơi đóng vai con trai của Phil, Phil Connors, Jr., cũng bị mắc kẹt trong một vòng lặp thời gian ở Punxsutawney và yêu cầu người chơi tìm ra cách thoát khỏi nó.  

### Quảng cáo
Ngày 2 tháng 2 năm 2020, Jeep đã tạo ra một quảng cáo cho chiếc Jeep Gladiator của mình dựa trên Ngày Chuột chũi, với sự tham gia của Murray, Doyle-Murray và Tobolowsky. Quảng cáo cũng được quay ở Woodstock, Illinois.